# Uitlevering
Uitlevering is een juridisch begrip dat wordt gebruikt bij het fysiek overdragen van een persoon door het land waarin deze zich bevindt (de aangezochte staat) aan het land waar deze persoon gezocht wordt voor berechting of het uitzitten van een straf. Tussen arrestatie en uitlevering kan uitleveringsdetentie plaatsvinden.
De overgang tot uitlevering is een politieke beslissing, die genomen wordt door de regering of de daartoe bevoegde minister.

## Uitleveringsverdrag
Uitlevering kan geschieden op basis van een uitleveringsverdrag. Een uitleveringsverdrag is een verdrag tussen twee of meer staten, waarin zij overeenkomen wanneer en onder welke voorwaarden de aangezochte staat een persoon aan de verzoekende staat moet uitleveren. In een uitleveringsverdrag staan doorgaans ook verschillende weigeringsgronden waaronder een aangezochte staat kan weigeren een persoon uit te leveren.
Een voorwaarde voor uitlevering is doorgaans dat het misdrijf dat de persoon gepleegd zou hebben in beide landen een strafbaar feit is: de eis van dubbele strafbaarheid. Andere weigeringsgronden kunnen zijn dat de aangezochte staat niet uitlevert indien er sprake is van een politiek misdrijf, verzocht wordt eigen staatsburgers uit te leveren of indien het misdrijf in de verzoekende staat veel zwaarder (misschien zelfs met de dood) wordt bestraft dan in de aangezochte staat. In het laatste geval kunnen echter garanties gegeven worden door de verzoekende staat dat, bijvoorbeeld, de doodstraf niet opgelegd zal worden.
Wanneer er geen uitleveringsverdrag is bestaat er ook geen verplichting om een persoon aan een andere staat uit te leveren. Wel kan uitlevering op vrijwillige basis geschieden, mits de wetten van de aangezochte en verzoekende staat dit toestaan.

## België
De Wet van 15 maart 1874 stelt de volgende principes vast inzake uitlevering:
1. reciprociteit: de Belgische regering kan als aangezochte staat personen enkel uitleveren voor zover zij van de verzoekende staat een uitlevering zou kunnen bekomen.[1]
2. dubbele incriminatie: de feiten waarvoor men de uitlevering vraagt, moeten strafbaar zijn in beide landen.[2]
3. voor sommige misdrijven is uitlevering niet mogelijk, waaronder politieke, militaire en fiscale misdrijven.
4. de Belgische regering kan enkel vreemdelingen uitleveren en geen Belgen.

Van het derde en vierde principe wordt afgeweken in het Verdrag van 27 september 1996 betreffende uitlevering tussen de lidstaten van de EU gesloten te Dublin. België heeft zich hierbij echter het recht voorbehouden om de uitlevering van eigen onderdanen te onderwerpen aan het principe van wederkerigheid.
Voorts wordt een onderscheid gemaakt tussen de passieve, waarbij aan België de uitlevering wordt verzocht, en de actieve uitlevering, waarbij België zelf de uitlevering verzoekt.

### Passieve uitlevering
De procureur des Konings van de plaats waar de opgeëiste persoon verblijft of kan worden aangetroffen, kan van de onderzoeksrechter een aanhoudingsbevel vorderen. Dit aanhoudingsbevel valt niet onder de toepassing van de Wet op de voorlopige hechtenis, maar de opgeëiste persoon heeft wel het recht om de voorlopige invrijheidstelling te vragen zoals Belgen dat kunnen.
Indien het uitleveringsverzoek gestaafd is op een buitenlands aanhoudingsbevel, dan moet een exequatur worden bekomen van de raadkamer. Hoger beroep kan worden aangetekend bij de kamer van inbeschuldigingstelling binnen de 24 uren na de betekening van de beschikking.
Aan de vreemdeling die zich in voorlopige hechtenis bevindt met het oog op uitlevering, moet binnen 40 dagen mededeling worden gedaan van de stukken van de bevoegde buitenlandse overheid. Na de betekening van de stavingsstukken van de uitlevering is de persoon definitief van zijn vrijheid beroofd en zijn de gerechtelijke overheden onbevoegd om zijn invrijheidstelling te gelasten. Vanaf dit moment is de betrokkene ter beschikking van de uitvoerende macht.
De beslissing tot uitlevering is een regeringsbeslissing. De kamer van inbeschuldigingstelling brengt slechts een advies uit. Dit advies wordt binnen de 15 dagen gestuurd naar de minister van Justitie.

### Actieve uitlevering
Meestal voorzien verdragen in de mededeling van stukken langs de diplomatieke weg.Het Benelux-verdrag van 27 juni 1962 en het Verdrag van 10 maart 1995 maken mogelijk dat de stukken rechtstreeks worden toegestuurd naar de bevoegde gerechtelijke autoriteiten.
Voor de uitlevering van de opgeëiste persoon wordt de procedure beheerst door het recht van de aangezochte staat. De Belgische strafrechter is wat dit betreft onbevoegd om te oordelen over eventuele onregelmatigheden die eventueel zouden zijn begaan door de buitenlandse overheid (male captus, bene detentus).
De actieve uitleveringsprocedure start meestal met een internationaal aanhoudingsbevel bij verstek, afgeleverd door een Belgische onderzoeksrechter. Dit moet binnen 48 uren worden betekend aan de betrokkene na diens aankomst op Belgisch grondgebied.
Indien het gerechtelijk onderzoek dan nog afgesloten is, ondervraagt de onderzoeksrechter de betrokkene. Oordeelt hij dat de vrijheidsberoving moet worden gehandhaafd, dan kan hij een tweede aanhoudingsbevel uitvaardigen dat binnen 48 uren moet worden betekend na de betekening van het eerste aanhoudingsbevel bij verstek. Na dit tweede aanhoudingsbevel verloopt de procedure zoals bepaald in de Wet op de voorlopige hechtenis.
Indien het gerechtelijk onderzoek daarentegen wel is afgesloten op het ogenblik van de uitlevering, dan kan de betrokkene, na te zijn aangehouden op basis van het aanhoudingsbevel bij verstek, zijn invrijheidstelling enkel verzoeken overeenkomstig artikel 27 Wet op de voorlopige hechtenis.
Na de uitlevering volgen de vervolgingen in België de normale gang van zaken of wordt de straf uitgevoerd naar Belgisch recht. Hierbij mag de opgeëiste persoon niet worden vervolgd noch een straf ondergaan voor feiten die gepleegd werden voor de uitlevering en niet werden geformuleerd in het uitleveringsverzoek. Dit heet het principe van de specialiteit van de uitlevering. Dit specialiteitsbeginsel verhindert echter niet dat de kwalificatie van de feiten kunnen worden vervolledigd in de loop van de procedure.
De uitgeleverde persoon kan afstand doen van het specialiteitsbeginsel en kan de regering het uitleveringsverzoek uitbreiden.

## Nederland
Zie ook: Lijst met Nederlandse uitleveringsverdragen
Nederland is betrokken in verschillende uitleveringsverdragen. Dit kunnen bi- en multilaterale verdragen zijn. Uitlevering moet niet verward worden met het binnen de Europese Unie geldende regime van overlevering. In Nederland is uitlevering geregeld in de Uitleveringswet (UW).

### Uitlevering in de Nederlandse wetgeving
De definitie van 'uitlevering' wordt in artikel 1 lid 1 UW gegeven en luidt: "[de] verwijdering van een persoon uit Nederland met het doel hem ter beschikking te stellen van de autoriteiten van een andere Staat ten behoeve van hetzij een in die Staat tegen hem gericht strafrechtelijk onderzoek, hetzij de tenuitvoerlegging van een hem in die Staat opgelegde straf of maatregel."
Volgens artikel 2 UW kan kan er alleen uitgeleverd worden op basis van een verdrag. Dit is een uitwerking van artikel 2 lid 3 van de Grondwet. Artikel 2 lid 3 Grondwet is overigens ook de basis van de UW, omdat dat lid tevens bepaald dat de wet de verdere voorschriften geeft.
Om tot uitlevering over te gaan moet er, volgens de Hoge Raad, voldoende vermoeden van schuld zijn, dat de aanhouding of verder onderzoek van de opgeëiste persoon rechtvaardigt.
Volgens artikel 5 lid 1 UW is uitlevering t.b.v. vervolging alleen toegestaan, als op het feit waarvoor de uitlevering wordt gevraagd, zowel in Nederland als in het verzoekende land, een gevangenisstraf van ten minste één jaar staat. Voor executie is vereist dat de opgeëiste persoon nog ten minste vier maanden gevangenisstraf moet ondergaan. Deze vier maanden moeten worden ondergaan wegens een feit dat zowel in Nederland als in het verzoekende land strafbaar is gesteld en in beide landen met ten minste één jaar wordt bedreigd. In sommige verdragen wordt echter van artikel 5 UW afgeweken (bijvoorbeeld in het Europees Verdrag betreffende uitlevering (EVU)).
In het geval van uitlevering t.b.v. executie is volgens artikel 5 lid 3 UW vereist dat de opgeëiste persoon voldoende in de gelegenheid is gesteld om zich te verdedigen of dit alsnog wordt.
Ook staan sommige verdragen (waaronder het EVU) 'accessoire uitlevering' toe. Dit houdt in dat uitlevering - óók - wordt toegestaan voor een vervolging of executie die niet aan artikel 5 UW voldoet, als dit gepaard gaat met een uitlevering voor vervolging of executie die wel aan de voorwaarden van artikel 5 UW voldoet. Uitlevering voor door rood rijden wordt bijvoorbeeld in principe niet toegestaan, maar wel als dit gepaard gaat met een uitlevering wegens doodslag.
Verder geldt bij uitlevering de eis dat de opgeëiste persoon voor feiten die aan de uitlevering vooraf gingen mag worden vervolgd slechts mag worden vervolgd door de verzoekende Staat, indien de Nederlandse minister van justitie daarvoor toestemming geeft. Dit is gecodificeerd in artikel 12 lid 1 UW.

#### Dubbele strafbaarheid
Dubbele strafbaarheid vast te stellen moet het feit volgens de Hoge Raad binnen een Nederlandse strafbepaling vallen.
Om het vereiste van dubbele strafbaarheid en de andere waarborgen van artikel 5 UW te waarborgen bestaan er drie regelingen in de verdragen:
1. In het verdrag is een lijst opgenomen met feiten die tot uitlevering kunnen leiden. Dit vereiste geldt naast dubbele strafbaarheid. Er moet dus én dubbele strafbaarheid zijn én het feit moet op de lijst staan. Dit systeem wordt vooral gebruikt in oudere verdragen (bijvoorbeeld met het uitleveringsverdrag met Mexico uit 1906).[15]
2. In het verdrag is een bepaling opgenomen die een minimaal strafmaximum of -restant vereist. Ook dit vereiste geldt naast dat van dubbele strafbaarheid. Een voorbeeld van een verdrag met een dergelijk systeem is het EVU.[16]
3. Ook een combinatie van de beide stelsels is mogelijk. Er is een lijst met feiten die, mits dubbele strafbaarheid, altijd tot uitlevering leiden én er is een vangnet d.m.v. strafdreiging en -restant minimum. Als aan een van de twee voldaan wordt, is uitlevering toegestaan (een voorbeeld van een verdrag met dit stelsel is het verdrag tussen Nederland en de VS).[17]

#### Weigering van de uitlevering
Volgens artikel 8 UW wordt er niet uitgeleverd indien op het feit, volgens het recht van de verzoekende Staat, de doodstraf is gesteld. Dit kan echter toch, als er gegarandeerd wordt dat die straf niet ten uitvoer zal worden gebracht.
Artikel 9 UW biedt een waarborg voor het beginsel van ne bis in idem. Uitlevering wordt bijvoorbeeld geweigerd als de opgeëiste persoon in Nederland al is veroordeeld of vrijgesproken. Als vervolging tegen hem aanhangig is gemaakt, is uitlevering alleen toegestaan als de minister de aanwijzing geeft de vervolging te staken (lid 2).
Artikel 10 lid 1 UW verbiedt uitlevering als de minister vindt dat er "een gegrond vermoeden bestaat, dat bij inwilliging van het verzoek de opgeëiste persoon zal worden vervolgd, gestraft of op andere wijze getroffen in verband met zijn godsdienstige, levensbeschouwelijke of politieke overtuiging, zijn nationaliteit, zijn ras of de groep van de bevolking waartoe hij behoort."
Volgens artikel 10 lid 2 UW kan de minister uitlevering weigeren "in gevallen waarin naar het oordeel van Onze Minister de gevolgen daarvan voor de opgeëiste persoon van bijzondere hardheid zouden zijn in verband met diens jeugdige leeftijd, hoge ouderdom of slechte gezondheidstoestand." Het verdrag moet wel ruimte laten voor deze weigering.
Artikel 11 UW sluit politieke, militaire en fiscale delicten uit als grond voor een uitlevering.

#### Uitlevering van Nederlanders
Volgens artikel 4 lid 1 UW worden Nederlanders niet uitgeleverd. Dit wordt echter al direct in het tweede lid genuanceerd. Hierin staat dat Nederlanders onder voorwaarden wél uitgeleverd kunnen worden. Dit kan namelijk onder de volgende voorwaarde:
1. Er moet een verdrag zijn (maar dit moet in alle gevallen);
2. Uitlevering van een Nederlander is alleen mogelijk voor vervolging. Niet voor executie;
3. Er moet voldoende zijn gewaarborgd dat een onvoorwaardelijke gevangenisstraf in Nederland mag worden ondergaan, en
4. Deze onvoorwaardelijke gevangenisstraf wordt in Nederland omgezet in een straf naar Nederlandse maatstaven.[23]

Doordat de straf in Nederland moet kunnen worden geëxecuteerd, is er impliciet een extra eis: er moet ook een WOTS-verdrag met het betreffende land zijn. Dit verdrag moet ook de omzetting in een straf naar Nederlandse maatstaven toestaan.
Opgemerkt moet worden dat onder 'Nederlander' ook kan worden verstaan: een hier geïntegreerde vreemdeling. Deze vreemdeling moet voldoen aan de volgende voorwaarde:
1. De vreemdeling moet beschikken over een verblijfsvergunning voor onbepaalde tijd;
2. De vreemdeling moet in Nederland kunnen worden vervolgd voor het feit waarvoor de uitlevering wordt verzocht, en
3. De vreemdeling mag zijn verblijfsrecht in Nederland niet waarschijnlijk verliezen n.a.v. een veroordeling als gevolg van de uitlevering.

Deze gelijkschakeling van sommige vreemdelingen en Nederlanders moet wel zijn voorzien in het verdrag. Dit is bijvoorbeeld het geval bij het EVU, waarbij Nederland hiervoor een voorbehoud heeft bedongen. Ook geldt het voor uitlevering o.g.v. verdragen genoemd in artikel 51a UW, tenzij er een bilateraal verdrag van toepassing is. De gelijkschakeling geldt niet bij de meeste bilaterale verdragen.

### De procedure van uitlevering
De procedure van uitlevering staat ook in de Uitleveringswet beschreven. Het gaat uit van meerdere fases: uitleveringsdetentie, de beoordeling van het uitleveringsverzoek en de verwijdering uit Nederland.

#### Uitleveringsverzoek
Volgens artikel 18 lid 2 UW geschiedt het verzoek langs diplomatieke weg, of, als her verdrag hierin voorziet, direct aan het Openbaar Ministerie. Tenzij de minister van justitie het verzoek direct al ontoelaatbaar vindt, zendt hij het verzoek door naar de officier van justitie. De officier van justitie die het verzoek ontvangt, kan hierop de aanhouding van de opgeëiste persoon bevelen.

#### Uitleveringsdetentie
Op grond van artikel 13 lid 1 UW kan de opgeëiste personen voorlopig worden aangehouden. Dit wordt uitleveringsdetentie genoemd. De voorwaarde voor uitleveringsdetentie zijn:
1. dat het verdrag in uitleveringsdetentie moet voorzien;
2. dat het feit waarvoor de vervolgingsuitlevering wordt verzocht in Nederland grond voor voorlopige hechtenis, voor executie-uitlevering geldt deze eis niet, en
3. dat er vluchtgevaar voorkomen wordt.

Eis 2 geldt ook niet indien de opgeëiste persoon geen vaste woon- of verblijfsplaats heeft in Nederland.
Artikel 14 UW bepaalt dat de (hulp)officier van justitie bevoegd is de opgeëiste persoon de eerste drie dagen vast te houden. Volgens artikel 15 UW is daarna de rechter-commissaris bevoegd de detentie te verlengen. Uitleveringsdetentie kan plaatsvinden op verzoek van de verzoekende staat. Dit kan voor het officiële verzoek tot uitlevering is gedaan.

#### Procedure bij de rechtbank
Binnen drie dagen na ontvangst van het verzoek, vordert de officier van justitie dat de rechtbank het verzoek in behandeling zal nemen. De officier van justitie stelt hierbij de stukken ter beschikking aan de rechtbank. De rechtbank zal de verdachten dan ter zitting horen. Hierbij zullen de officier van justitie en de raadsman van de opgeëiste persoon bij aanwezig zijn. Tijdens deze zitting geven de officier van justitie en de opgeëiste persoon hun opvatting over de toelaatbaarheid van de uitlevering. Na de zitting doet de rechtbank zo snel mogelijk uitspraak.
De rechtbank moet volgens artikel 28 lid 2 UW de uitlevering ontoelaatbaar verklaren, indien zij vindt dat:
1. de door de verzoekende staat overgelegde stukken niet voldoen aan de vereisten omschreven in artikel 18, of aan nadere vereisten gesteld in het toepasselijke verdrag,
2. het verzoek tot uitlevering niet voor inwilliging vatbaar is, of
3. ten aanzien van de opgeëiste persoon geen sprake kan zijn van een vermoeden van schuld aan de feiten waarvoor zijn uitlevering is gevraagd.

In andere gevallen verklaart de rechtbank uitlevering wél toelaatbaar.

#### Hoger beroep
Tegen een toelaatbaar verklaring van de rechtbank kan men niet in hoger beroep bij het gerechtshof. Wel kan men o.g.v. artikel 31 UW in cassatie bij de Hoge Raad. Dit geldt zowel voor de betrokkene als voor de officier van justitie. Als de Hoge Raad de uitspraak van de rechtbank vernietigd, doet zij, o.g.v. lid 8, zelf wat de rechtbank had behoren te doen. Als er een onherroepelijke uitspraak van rechtbank of Hoge Raad is, zendt de griffier dit naar de minister van justitie.

#### Besluit minister van justitie
Na het ontvangen van de gerechtelijke stukken beslist de minister zo snel mogelijk. O.g.v. lid 2 moet de minister het verzoek afwijzen als door de rechter de ontoelaatbaarheid van het verzoek is vastgesteld. Hierna wordt de opgeëiste persoon overgedragen.

## Binnen de Europese Unie
Binnen de Europese Unie (EU) geldt het kaderbesluit Europees aanhoudingsbevel. Hierin is geregeld dat personen via een eenvoudiger procedure kunnen worden overgedragen tussen lidstaten onderling, waardoor er geen sprake meer is van uitlevering, maar van overlevering. De overlevering is een beslissing van de rechterlijke macht en dus geen politieke aangelegenheid.